# Oswaldo Cabrera
Oswaldo Alberto Cabrera (1 de marzo de 1999) es un jugador utilitario de béisbol profesional venezolano de los Yankees de Nueva York de las Grandes Ligas de Beisbol (MLB). Debutó en la MLB en 2022.
Cabrera nació en Guarenas, Venezuela. Firmó con los Yankees como agente libre cuando tenía 16 años. Cabrera jugó para los Somerset Patriots de la Eastern League de la Doble A en 2021; lideró la liga en hits y carreras impulsadas y fue nombrado el jugador más valioso de la liga. Los Yankees lo agregaron al Roster de 40 protegiéndolo de ser elegible para ser seleccionado por la regla 5 del Draft, después de la temporada. Los Yankees enviaron a Cabrera a los Scranton/Wilkes-Barre RailRiders para el comienzo de la temporada 2022.
Los Yankees ascendieron a Cabrera a las Grandes Ligas de Beisbol el 17 de agosto de 2022, e hizo su debut en las Grandes Ligas ese día como tercera base titular. En sus primeros seis juegos de Grandes Ligas, también comenzó como campocorto, segunda base y jardinero derecho.